# Nati stanchi (colonna sonora)
Nati stanchi è un album dei Tinturia, colonna sonora dell'omonimo film di Ficarra e Picone. 

Jovanotto, Luna, Cori granni sono tratti dal precedente album dei Tinturia Abusivi (di necessità).

## Tracce
1. Dumani dumani
2. Fusu e confusu
3. Capita
4. La Sparla De Parenti Remix
5. Jovanotto Remix
6. Disco dumani
7. Disco Middlei
8. Luna
9. Cori granni
10. Grana